# Traudl Hächer
Gertraud „Traudl” Hächer-Gavet (ur. 31 grudnia 1962 w Schleching) – niemiecka narciarka alpejska reprezentująca też barwy RFN, brązowa medalistka mistrzostw świata.

## Kariera
Pierwsze punkty w zawodach Pucharu Świata wywalczyła 3 grudnia 1980 roku w Val d’Isère, zajmując 12. miejsce w zjeździe. Na podium zawodów tego cyklu po raz pierwszy stanęła nieco ponad cztery lata później, 8 grudnia 1984 roku w Davos, wygrywając rywalizację w supergigancie. W zawodach tych wyprzedziła Szwajcarkę Marię Walliser i swą rodaczkę, Marinę Kiehl. Łącznie dziesięć razy stawała na podium zawodów pucharowych, odnosząc przy tym jeszcze trzy zwycięstwa: 17 stycznia 1986 roku w Puy-Saint-Vincent była najlepsza w supergigancie, a 20 stycznia 1986 roku w Oberstaufen i 9 marca 1986 roku w Sunshine triumfowała w gigantach.  Najlepsze wyniki osiągnęła w sezonie 1985/1986, kiedy zajęła dziewiąte miejsce w klasyfikacji generalnej, a w klasyfikacji giganta była druga.
Największy sukces w karierze osiągnęła w 1991 roku, kiedy podczas mistrzostw świata w Saalbach wywalczyła brązowy medal w gigancie. Wyprzedziły ją tam tylko Pernilla Wiberg ze Szwecji i Austriaczka Ulrike Maier. Był to jej jedyny medal wywalczony na międzynarodowej imprezie tej rangi. Była też między innymi szósta w gigancie i kombinacji na mistrzostwach świata w Bormio w 1985 roku. W 1992 roku wzięła udział w igrzyskach olimpijskich w Albertville, gdzie rywalizację w gigancie ukończyła na czternastej pozycji.
W 1992 roku zakończyła karierę.

## Osiągnięcia

### Igrzyska olimpijskie
| Miejsce | Dzień     | Rok  | Miejscowość | Konkurencja | Czas biegu | Strata | Zwyciężczyni    |
| ------- | --------- | ---- | ----------- | ----------- | ---------- | ------ | --------------- |
| 14.     | 19 lutego | 1992 | Albertville | Gigant      | 2:12,74    | +3,39  | Pernilla Wiberg |

### Mistrzostwa świata
| Miejsce | Dzień       | Rok  | Miejscowość   | Konkurencja | Czas biegu | Strata     | Zwyciężczyni    |
| ------- | ----------- | ---- | ------------- | ----------- | ---------- | ---------- | --------------- |
| DNF     | 31 stycznia | 1982 | Schladming    | Kombinacja  | 8,99 pkt   | -          | Erika Hess      |
| 21.     | 2 lutego    | 1982 | Schladming    | Gigant      | 2:37,17    | +4,83      | Erika Hess      |
| 17.     | 4 lutego    | 1982 | Schladming    | Zjazd       | 1:37,47    | +1,98      | Gerry Sorensen  |
| 9.      | 3 lutego    | 1985 | Bormio        | Zjazd       | 1:26,96    | +2,27      | Michela Figini  |
| 6.      | 4 lutego    | 1985 | Bormio        | Kombinacja  | 18,72 pkt  | +38,53 pkt | Erika Hess      |
| 6.      | 6 lutego    | 1985 | Bormio        | Gigant      | 2:18,53    | +1,61      | Diann Roffe     |
| DNF     | 9 lutego    | 1985 | Bormio        | Slalom      | 1:29,58    | -          | Perrine Pelen   |
| 13.     | 3 lutego    | 1987 | Crans-Montana | Supergigant | 1:19,17    | +3,10      | Maria Walliser  |
| 26.     | 5 lutego    | 1987 | Crans-Montana | Gigant      | 2:21,22    | +7,04      | Vreni Schneider |
| DNF     | 8 lutego    | 1989 | Vail          | Supergigant | 1:19,46    | -          | Ulrike Maier    |
| DNF     | 11 lutego   | 1989 | Vail          | Gigant      | 2:29,37    | -          | Vreni Schneider |
| 3.      | 2 lutego    | 1991 | Saalbach      | Gigant      | 2:07,45    | +0,58      | Pernilla Wiberg |

### Puchar Świata

#### Klasyfikacje końcowe sezonu
- sezon 1980/1981: 25.
- sezon 1981/1982: 31.
- sezon 1984/1985: 15.
- sezon 1985/1986: 9.
- sezon 1986/1987: 28.
- sezon 1987/1988: 47.
- sezon 1988/1989: 27.
- sezon 1989/1990: 52.
- sezon 1990/1991: 44.
- sezon 1991/1992: 34.

#### Miejsca na podium w zawodach
1. Davos – 8 grudnia 1984 (supergigant) – 1. miejsce
2. Davos – 9 grudnia 1984 (kombinacja) – 3. miejsce
3. Waterville Valley – 17 marca 1985 (gigant) – 3. miejsce
4. Puy-Saint-Vincent – 17 stycznia 1986 (supergigant) – 1. miejsce
5. Megève – 25 stycznia 1986 (supergigant) – 3. miejsce
6. Vysoké Tatry – 8 lutego 1986 (gigant) – 3. miejsce
7. Oberstaufen – 20 stycznia 1986 (gigant) – 1. miejsce
8. Sunshine – 9 marca 1986 (gigant) – 1. miejsce
9. Sunshine – 9 marca 1986 (kombinacja) – 2. miejsce
10. Pfronten – 17 stycznia 1987 (supergigant) – 2. miejsce